# Klubi Futbollit Laçi
Il Klubi Futbollit Laçi, meglio noto come KF Laçi, è una società calcistica albanese con sede nella località di Laç, dal 2015 frazione del comune di Kurbin.
Dalla stagione 2009-2010 milita nella Kategoria Superiore, la massima divisione del campionato albanese.

## Storia
Il club fu fondato nel 1960 sotto il nome Industriali Laç, fu poi cambiato in KS Laçi nel 1991, quando il club partecipò per la prima volta alla massima divisione albanese, il nome è stato cambiato per l'ultima volta di KF Laçi nel 1997. Il primo trofeo vinto dal club fu la Kategoria e Parë, la seconda divisione albanese, nella stagione 2008-2009.

## Allenatori e presidenti
| Allenatori - 2009-2010 Stavri Nica - 2011 Nevil Dede - 2012 Përparim Daiu - 2012 Stavri Nica - 2012 Ylber Zani - 2012 Ramadan Shehu - 2013-2014 Stavri Nica - 2014-2015 Armando Çungu - 2016 Stavri Nica - 2016 Eugent Zeka - 2016 Ramadan Ndreu - 2016 Marcello Troisi - 2016-2017 Ramadan Ndreu - 2017 Bledar Sinella - 2017 Stavri Nica - 2017-2018 Gentian Mezani - 2018 Besnik Prenga - 2018 Artan Mërgjyshi - 2018 Migen Memelli - 2018-2019 Besnik Prenga - 2019 Sulejman Starova - 2019-2020 Armando Çungu - 2020 Stavri Nica - 2020-2021 Shpëtim Duro - 2021 Dejan Vukićević - 2021 Sero Noka - 2021-2022 Mirel Josa - 2022 Shpëtim Duro - 2022 Dejan Vukićević - 2022-2023 Gentian Mezani - 2023-oggi Stavri Nica | Presidenti - 2014-oggi Pashk Laska |

## Palmarès

### Competizioni nazionali
- Coppa d'Albania: 2

2012-2013, 2014-2015
- Supercoppa d'Albania: 1

2015
- Kategoria e Parë: 2

2003-2004, 2008-2009

### Altri piazzamenti
- Campionato albanese:

Secondo posto: 2021-2022
Terzo posto: 2013-2014, 2019-2020
- Coppa d'Albania:

Finalista: 2015-2016, 2017-2018, 2021-2022
Semifinalista: 1997-1998, 2020-2021
- Supercoppa d'Albania:

Finalista: 2013, 2018

## Statistiche e record

### Statistiche individuali
| Record di presenze - 304 Taulant Sefgjinaj (2005-2010, 2011-2016, 2017-2019) - 224 Regi Lushkja (2016-2022) - 151 Redon Xhixha (2017-2021) - 144 Gentian Selmani (2015-2019, 2023-oggi) - 124 Abdurraman Fangaj (2016-2020) - 117 Juljan Shehu (2019-2022) - 100 Ardit Deliu (2018-oggi) - 86 Aleksandar Ignjatović (2019-oggi) - 71 Saliou Guindo (2021-2022, 2023-oggi) - 64 Renato Malota (2020-2022) - 55 Kyrian Nwabueze (2019-2021) | Record di reti - 38 Kyrian Nwabueze (2019-2021) - 35 Redon Xhixha (2017-2021) - 33 Saliou Guindo (2021-2022, 2023-oggi) - 26 Regi Lushkja (2016-2022) - 21 Reginaldo (2017-2018) - 13 Myrto Uzuni (2017-2018) |

## Organico

### Rosa 2022-2023
Aggiornata al 31 gennaio 2023.
| N. |                       | Ruolo | Calciatore                    |
| -- | --------------------- | ----- | ----------------------------- |
| 4  | Montenegro (bandiera) | D     | Marko Roganović               |
| 8  | Albania (bandiera)    | C     | Klinti Qato                   |
| 9  | Mali (bandiera)       | A     | Saliou Guindo                 |
| 10 | Nigeria (bandiera)    | C     | Michel Babatunde              |
| 11 | Albania (bandiera)    | D     | Rudolf Turkaj (vice capitano) |
| 12 | Albania (bandiera)    | P     | Gentian Selmani               |
| 14 | Kosovo (bandiera)     | A     | Mentor Mazrekaj (capitano)    |
| 18 | Albania (bandiera)    | C     | Arber Bytyqi                  |

| N. |                               | Ruolo | Calciatore       |
| -- | ----------------------------- | ----- | ---------------- |
| 19 | Albania (bandiera)            | A     | Vasil Shkurtaj   |
| 24 | Albania (bandiera)            | D     | Albi Alla        |
| 33 | Albania (bandiera)            | C     | Renato Ziko      |
| 34 | Macedonia del Nord (bandiera) | D     | Viktor Velkoski  |
| 36 | Albania (bandiera)            | C     | Serxho Ujka      |
| 49 | Albania (bandiera)            | C     | Sebastjan Spahiu |
| 98 | Albania (bandiera)            | P     | Mario Dajsinani  |
|    | Albania (bandiera)            | D     | Arbër Deliu      |

### Rosa 2021-2022
| N. |                               | Ruolo | Calciatore                   |
| -- | ----------------------------- | ----- | ---------------------------- |
| 3  | Montenegro (bandiera)         | D     | Marko Roganović              |
| 5  | Macedonia del Nord (bandiera) | D     | Viktor Velkoski              |
| 6  | Albania (bandiera)            | C     | Juljan Shehu                 |
| 7  | Albania (bandiera)            | A     | Fatmir Prengaj               |
| 8  | Albania (bandiera)            | C     | Klinti Qato                  |
| 9  | Liberia (bandiera)            | A     | Van-Dave Harmon              |
| 10 | Albania (bandiera)            | C     | Regi Lushkja (vice capitano) |
| 11 | Albania (bandiera)            | D     | Rudolf Turkaj                |
| 14 | Kosovo (bandiera)             | A     | Mentor Mazrekaj              |
| 15 | Albania (bandiera)            | D     | Renato Malota                |
| 19 | Albania (bandiera)            | C     | Arber Bytyqi                 |
| 20 | Mali (bandiera)               | A     | Saliou Guindo                |
| 21 | Albania (bandiera)            | C     | Ardit Deliu                  |

| N. |                               | Ruolo | Calciatore                       |
| -- | ----------------------------- | ----- | -------------------------------- |
| 23 | Macedonia del Nord (bandiera) | D     | Bashkim Velija                   |
| 27 | Macedonia del Nord (bandiera) | A     | Ilirid Ademi                     |
| 31 | Albania (bandiera)            | P     | Alen Sherri                      |
| 33 | Albania (bandiera)            | C     | Renato Ziko                      |
| 36 | Albania (bandiera)            | C     | Serxho Ujka                      |
| 55 | Serbia (bandiera)             | D     | Aleksandar Ignjatović (capitano) |
| 95 | Serbia (bandiera)             | A     | Iljasa Zulfiu                    |
| 98 | Albania (bandiera)            | P     | Mario Dajsinani                  |
| 99 | Montenegro (bandiera)         | A     | Dejan Zarubica                   |
|    | Albania (bandiera)            | D     | Henri Sulovari                   |
|    | Albania (bandiera)            | D     | Arbër Deliu                      |
|    | Kosovo (bandiera)             | A     | Dijar Nikqi                      |

### Staff tecnico
- Allenatore:  Mirel Josa
- Vice-Allenatore:  Ylber Zani
- Team Manager: ?
- Preparatore dei portieri: ?
- Preparatore atletico: ?
- Medico sociale: ?

### Rosa 2020-2021
| N. |                        | Ruolo | Calciatore      |
| -- | ---------------------- | ----- | --------------- |
| 1  | Albania (bandiera)     | P     | Edmir Sali      |
| 4  | Nigeria (bandiera)     | D     | Erhun Obanor    |
| 6  | Albania (bandiera)     | C     | Juljan Shehu    |
| 7  | Albania (bandiera)     | A     | Redon Xhixha    |
| 8  | Brasile (bandiera)     | C     | Lucas Ramos     |
| 9  | Stati Uniti (bandiera) | A     | Kyrian Nwabueze |
| 10 | Albania (bandiera)     | C     | Regi Lushkja    |
| 11 | Albania (bandiera)     | D     | Rudolf Turkaj   |
| 13 | Albania (bandiera)     | D     | Dorian Kërçiku  |
| 14 | Kosovo (bandiera)      | A     | Mentor Mazrekaj |
| 15 | Albania (bandiera)     | D     | Renato Malota   |
| 17 | Albania (bandiera)     | A     | Fatmir Prengaj  |
| 20 | Liberia (bandiera)     | A     | Van-Dave Harmon |
| 21 | Albania (bandiera)     | C     | Ardit Deliu     |
| 22 | Albania (bandiera)     | D     | Albion Marku    |

| N. |                     | Ruolo | Calciatore            |
| -- | ------------------- | ----- | --------------------- |
| 23 | Albania (bandiera)  | C     | Klejdi Rapo           |
| 29 | Albania (bandiera)  | D     | Emiljano Musta        |
| 31 | Albania (bandiera)  | P     | Alen Sherri           |
| 32 | Albania (bandiera)  | D     | Florian Trokthi       |
| 55 | Serbia (bandiera)   | D     | Aleksandar Ignjatović |
| 66 | Albania (bandiera)  | D     | Adolf Selmani         |
| 95 | Serbia (bandiera)   | A     | Iljasa Zulfiu         |
|    | Albania (bandiera)  | P     | Klevis Hoxhaj         |
|    | Albania (bandiera)  | D     | Henri Sulovari        |
|    | Albania (bandiera)  | D     | Arbër Deliu           |
|    | Germania (bandiera) | C     | Steven Kodra          |
|    | Kosovo (bandiera)   | C     | Arber Bytyqi          |
|    | Albania (bandiera)  | A     | Henrik Bruka          |
|    | Albania (bandiera)  | A     | Brilant Hasaj         |
|    | Kosovo (bandiera)   | A     | Dijar Nikqi           |

### Rosa 2018-2019
| N. |                               | Ruolo | Calciatore                 |
| -- | ----------------------------- | ----- | -------------------------- |
| 1  | Albania (bandiera)            | P     | Gentian Selmani (capitano) |
| 2  | Albania (bandiera)            | D     | Jon Mersinaj               |
| 3  | Albania (bandiera)            | D     | Taulant Sefgjinaj          |
| 4  | Albania (bandiera)            | D     | Abdurraman Fangaj          |
| 5  | Albania (bandiera)            | D     | Denis Pjeshka              |
| 6  | Albania (bandiera)            | C     | Ardit Deliu                |
| 7  | Albania (bandiera)            | C     | Andi Hadroj                |
| 8  | Albania (bandiera)            | C     | Fjoart Jonuzi              |
| 9  | Macedonia del Nord (bandiera) | A     | Marijan Altiparmakovski    |
| 10 | Macedonia del Nord (bandiera) | C     | Bojan Najdenov             |
| 11 | Albania (bandiera)            | C     | Ded Bushi                  |
| 12 | Albania (bandiera)            | P     | Klevis Hasanbelli          |
| 13 | Albania (bandiera)            | C     | Erjon Dragoj               |
| 16 | Albania (bandiera)            | D     | Eglentin Gjoni             |

| N. |                    | Ruolo | Calciatore       |
| -- | ------------------ | ----- | ---------------- |
| 18 | Albania (bandiera) | C     | Ndriçim Shtubina |
| 19 | Albania (bandiera) | A     | Redon Xhixha     |
| 20 | Albania (bandiera) | A     | Elvi Berisha     |
| 21 | Albania (bandiera) | A     | Erisildo Smaçi   |
| 22 | Albania (bandiera) | C     | Regi Lushkja     |
| 23 | Croazia (bandiera) | C     | Nikola Eller     |
| 26 | Cile (bandiera)    | D     | Sebastián Toro   |
| 28 | Albania (bandiera) | C     | Julian Ferro     |
| 59 | Albania (bandiera) | C     | Fatmir Prengaj   |
| 97 | Croazia (bandiera) | A     | Ivan Galić       |
|    | Albania (bandiera) | P     | Klevis Hoxhaj    |
|    | Kosovo (bandiera)  | D     | Altin Bytyçi     |
|    | Kosovo (bandiera)  | A     | Albin Berisha    |

### Rosa 2017-2018
| N. |                      | Ruolo | Calciatore                 |
| -- | -------------------- | ----- | -------------------------- |
| 1  | Albania (bandiera)   | P     | Gentian Selmani (capitano) |
| 2  | Albania (bandiera)   | D     | Arbri Beqaj                |
| 3  | Albania (bandiera)   | D     | Taulant Sefgjinaj          |
| 4  | Albania (bandiera)   | D     | Abdurraman Fangaj          |
| 5  | Albania (bandiera)   | D     | Harallamb Qaqi             |
| 6  | Albania (bandiera)   | D     | Amer Duka                  |
| 7  | Albania (bandiera)   | C     | Ansi Nika                  |
| 8  | Albania (bandiera)   | A     | Fjoart Jonuzi              |
| 9  | Mozambico (bandiera) | A     | Reginaldo                  |
| 10 | Albania (bandiera)   | A     | Myrto Uzuni                |
| 11 | Albania (bandiera)   | D     | Ded Bushi                  |
| 12 | Albania (bandiera)   | P     | Elton Vata                 |

| N. |                    | Ruolo | Calciatore       |
| -- | ------------------ | ----- | ---------------- |
| 13 | Kosovo (bandiera)  | D     | Arbër Shala      |
| 16 | Albania (bandiera) | D     | Eglentin Gjoni   |
| 17 | Brasile (bandiera) | C     | Maicón Esquerda  |
| 18 | Albania (bandiera) | A     | Ndriçim Shtubina |
| 19 | Albania (bandiera) | A     | Redon Xhixha     |
| 22 | Albania (bandiera) | C     | Regi Lushkja     |
| 32 | Albania (bandiera) | D     | Bruno Lulaj      |
| 59 | Albania (bandiera) | C     | Sherif Kallaku   |
| 99 | Albania (bandiera) | C     | Kejvi Bardhi     |
|    | Albania (bandiera) | C     | Indrit Prodani   |
|    | Senegal (bandiera) | C     | Amadou Boiro     |
|    | Albania (bandiera) | C     | Silvio Zogaj     |

## Partecipazioni alle Coppe europee
| Stagione  | Competizione                  | Turno    | Nazione                | Club               | Risultato in casa  | Risultato in trasferta |
| --------- | ----------------------------- | -------- | ---------------------- | ------------------ | ------------------ | ---------------------- |
| 2010-2011 | UEFA Europa League            | 1º Turno | Bielorussia (bandiera) | Dnjapro Mahilëŭ    | 1-1                | 7-1                    |
| 2013-2014 | UEFA Europa League            | 1º Turno | Lussemburgo (bandiera) | Differdange 03     | 0-1                | 2-1                    |
| 2014-2015 | UEFA Europa League            | 1º Turno | Slovenia (bandiera)    | Rudar Velenje      | 1-1 - (3-2 d.c.r.) | 1-1                    |
| 2014-2015 | UEFA Europa League            | 2º Turno | Ucraina (bandiera)     | Zorja              | 0-3                | 2-1                    |
| 2015-2016 | UEFA Europa League            | 1º Turno | Azerbaigian (bandiera) | Keşlə              | 1-1                | 0-0                    |
| 2018-2019 | UEFA Europa League            | 1º Turno | Cipro (bandiera)       | Anorthōsis         | 1-0                | 2-1                    |
| 2018-2019 | UEFA Europa League            | 2º Turno | Norvegia (bandiera)    | Molde              | 0-2                | 3-0                    |
| 2019-2020 | UEFA Europa League            | 1º Turno | Israele (bandiera)     | Hapoel Be'er Sheva | 1-1                | 1-0                    |
| 2020-2021 | UEFA Europa League            | 1º Turno | Azerbaigian (bandiera) | Keşlə              | -                  | 0-0 - (4-5 d.c.r.)     |
| 2020-2021 | UEFA Europa League            | 2º Turno | Israele (bandiera)     | Hapoel Be'er Sheva | 1-2                |                        |
| 2021-2022 | UEFA Europa Conference League | 1º Turno | Montenegro (bandiera)  | Podgorica          | 1-0 - (3-0 d.t.s.) | 1-0                    |
| 2021-2022 | UEFA Europa Conference League | 2º Turno | Romania (bandiera)     | FCU Craiova        | 1-0                | 0-0                    |
| 2021-2022 | UEFA Europa Conference League | 3º Turno | Belgio (bandiera)      | Anderlecht         | 0-3                | 2-1                    |